# J. J. Abrams
Jeffrey Jacob "J. J." Abrams (27. lipnja 1966.) je američki filmski i televizijski producent, scenarist, redatelj, glumac i skladatelj najbolje poznat po svom radu u žanrovima akcije, drame i znanstvene-fantastike.
Abrams je napisao i producirao nekoliko dugometražnih filmova prije nego što je postao jedan od autora serije Felicity (1998. – 2002.). Također je kreirao seriju Alias (2001. – 2006.) te bio jedan od kreatora televizijskih serija Izgubljeni (2004. – 2010.), Fringe (2008. – 2013.), Undercovers (2010.), a producirao je serije Person of Interest (2011. - ) i Revolucija (2012. – 2014.), između ostalih.
Kao filmski redatelj, Abrams je radio na filmovima Zvjezdane staze (2009.), Zvjezdane staze: U tami (2013.), Nemoguća misija III (2006.), Super 8 (2011.) i Ratovi zvijezda: Sila se budi, prvi film u novoj trilogiji Ratova zvijezda. Abrams je producirao filmove Cloverfield (2008.), Po jutru se dan poznaje (2010.) i Nemoguća misija: Protokol duh (2011.). Također je glumio jednu od uloga u filmu Šest stupnjeva razdvojenosti.
Mnoge od filmova koje je režirao ili producirao distribuirala je holivudska kompanija Paramount Pictures, dok su televizijske serije uglavnom bile u ko-produkciji s Warner Bros. Television ili Touchstone Television. Abrams učestalo surađuje sa scenaristima Alexom Kurtzmanom i Robertom Orcijem, skladateljem Michaelom Giacchinom, fotografima Danielom Mindelom i Larryjem Fongom te montažerima Maryann Brandon i Mary Jo Markey.

## Rani život
Abrams je rođen u New Yorku, a odrastao je u Los Angelesu kao sin televizijskog producenta Geralda W. Abramsa i izvršne producentice Carol Ann Abrams (rođena Kelvin). Njegova sestra je scenaristica Tracy Rosen. Abrams je Židov. Pohađao je srednju školu u Palisadesu te Sveučilište Sarah Lawrence.

## Karijera
Abramsov prvi posao u filmskom svijetu bio je u dobi od 16 godina kada je skladao glazbu za film Nightbeast Dona Dohlera. Tijekom posljednje godine na koldežu udružio je snage s Jillom Mazurskyjem i napisao filmski projekt. Scenarij je otkupio Touchstone Pictures, a isti je postao temelj za film Taking Care of Business što će postati prvi Abramsom producirani film u kojem su glavne uloge ostvarili Charles Grodin i James Belushi. Nakon toga producirao je filmove Henryjevo ozdravljenje s Harrisonom Fordom i Zauvijek mlad s Melom Gibsonom. 
Abrams je radio na scenariju za film Armageddon iz 1998. s producentom Jerryjem Bruckheimerom i redateljem Michaelom Bayom. Te iste godine prvi puta je počeo raditi na televizijskom projektu i to kao jedan od autora i izvršnih producenata serije Felicity koja se emitirala četiri godine. 
Pod svojom produkcijskom kompanijom Bad Robot koju je osnovao s Bryanom Burkom 2001. godine, Abrams je kreirao i producirao ABC-jevu seriju Alias te bio jedan od glavnih kreatora (skupa s Damonom Lindelofom i Jeffreyjem Lieberom) i izvršnih producenata serije Izgubljeni. Kasnije je napisao i priču za prvu epizodu treće sezone te serije, "A Tale of Two Cities". Kao i u slučaju serije Felicity, Abrams je skladao uvodne glazbene teme serija Alias i Izgubljeni.
Godine 2006. Abrams je bio izvršni producent humoristične serije What About Brian. Režirao je i bio jedan od scenarista dvosatne Pilot epizode serije Izgubljeni te ostao njezin aktivni producent u prvoj polovici prve sezone serije. Te iste godine ostvario je svoj redateljski filmski debi s trećim nastavkom serijala Nemoguća misija u kojem je glavnu ulogu ostvario Tom Cruise.
Godine 2008. Abrams je producirao film Cloverfield. Godinu dana kasnije režirao je znanstveno-fantastični filmski spektakl Zvjezdane staze koji je producirao skupa s ko-autorom serije Izgubljeni Damonom Lindelofom. Iako su jedno vrijeme kružile glasine da će njih dvojica napisati i producirati adaptaciju književnog serijala The Dark Tower autora Stephena Kinga, u studenom 2009. godine obojica su izjavila da više ne rade na tom projektu. Godine 2008. skupa s Robertom Orcijem i Alexom Kurtzmanom, Abrams je kreirao znanstveno-fantastičnu seriju Fringe. 
Napisao je i režirao film Super 8 distributera Paramount Pictures, a kojeg je i producirao skupa sa Stevenom Spielbergom i Bryanom Burkom; film je krenuo u distribuciju 10. lipnja 2011. godine. Abrams je također režirao i nastavak Zvjezdanih staza po nazivom Zvjezdane staze: U tami koji je u distribuciju krenuo u svibnju 2013. godine.
Dana 25. siječnja 2013. godine Walt Disney Studios i Lucasfilm službeno su objavili da će J. J. Abrams biti redatelj i producent filma Ratovi zvijezda: Sila se budi. Također su objavili i to da će Bryan Burk i kompanija Bad Robot Productions producirati taj film. U listopadu iste godine objavljeno je da je Abrams započeo pisanje scenarija za navedeni film skupa s Lawrenceom Kasdanom, a nakon odlaska Michaela Arndta. Film Ratovi zvijezda: Sila se budi sa svojom distribucijom trebao bi krenuti 18. prosinca 2015. godine.

## Osobni život
Abrams je oženjen za Katie McGrath s kojom ima troje djece. Zajedno žive u Pacific Palisades u Los Angelesu (Kalifornija).

## Vanjske poveznice

### Sestrinski projekti
|  | Zajednički poslužitelj ima još gradiva o temi J. J. Abrams |

### Mrežna sjedišta
- J. J. Abrams u internetskoj bazi filmova IMDb-u (engl.)